# نجم أبيض
نجم أبيض (الاسم العلمي:Aster albescens) هو نوع من النباتات يتبع جنس النجم من الفصيلة النجمية.